# All Mornin' Long
All Mornin' Long — студійний альбом американського джазового піаніста Реда Гарленда та його квінтету, випущений у 1958 році лейблом Prestige Records.

## Опис
Піаніст Ред Гарленд записав цей альбом зі своїм квінтетом, до якого увійшли тенор-саксофоніст Джон Колтрейн, трубач Дональд Берд, контрабасист Джордж Джойнер і ударник Артур Тейлор. Записаний 15 листопада 1957 року на студії Van Gelder Studio в Гекенсеку (Нью-Джерсі).
Альбом включає лише 3 композиції: оригінал Гарленда «All Mornin' Long» тривалістю 20 хв., стандарт «They Can't Take That Away from Me» (триває 10 хв.) і «Our Delight» Тедда Демерона. Основними солістами в цій сесії виступають Колтрейн і Берд.

## Список композицій
1. «All Mornin' Long» (Ред Гарленд) — 20:21
2. «They Can't Take That Away from Me» (Джордж Гершвін, Айра Гершвін) — 10:28
3. «Our Delight» (Тедд Демерон) — 6:18

## Учасники запису
- Ред Гарленд — фортепіано
- Джон Колтрейн — тенор-саксофон
- Дональд Берд — труба
- Джордж Джойнер — контрабас
- Артур Тейлор — ударні

Технічний персонал
- Боб Вейнсток — продюсер
- Руді Ван Гелдер — інженер
- Айра Гітлер — текст